# Hans-Dieter Lembens
Hans-Dieter Lembens (* 9. Januar 1933 in Rostock; † 3. Januar 2010 in Berlin) war ein deutscher Schlagzeuger und Solopauker.
Nach seinem Studium an der Hochschule für Musik in Berlin trat er 1956 als Solopauker in das Berliner Sinfonie-Orchester (DDR) ein und blieb dort, unterbrochen durch eine kurze Zeit am Staatstheater Saarbrücken, bis zum Mauerbau 1961. Da er in West-Berlin lebte und nicht zu einem Umzug in die DDR bereit war, musste er das Orchester zwangsweise verlassen. Anfang 1962 wurde er Mitglied der Berliner Philharmoniker, denen er 36 Jahre lang, bis zu seiner Pensionierung im August 1998, als Schlagzeuger und stellvertretender Solopauker angehörte. Bekannt wurde er auch durch seine mehrjährige Lehrtätigkeit im Hauptfach Schlaginstrumente an der Hochschule der Künste in Berlin. Zu seinen Schülern und Studenten zählten Joachim Gruner, Lutz Halfter, Thomas Preissler, u. a.
Lembens wirkte unter anderem unter der Leitung von Herbert von Karajan bei einer Vielzahl von Schallplattenproduktionen und CD-Veröffentlichungen mit. Basierend auf seinen langjährigen Erfahrungen als Schlagzeuger der Berliner Philharmoniker entwarf er eine besondere Artist Serie von Schlägeln für Glockenspiel und Große Trommel, die vom japanischen Hersteller Playwood gefertigt werden und weltweit in bekannten Orchestern im Einsatz sind.